# Алкафоя
Алкафоя (др.-греч. Ἀλκαθόη; также встречаются варианты Алкатоя и Алкатое; предположительно первая половина III века до н. э.) — боспорская аристократка, убийца Левкона II. Упоминается только в одном источнике — в схолиях к поэме Овидия «Ибис».

## Упоминание в источниках
Во время своего изгнания римский поэт Публий Овидий Назон написал поэму «Ибис». Поэма представляет собой проклятие, которое жрец провозглашает перед алтарём. Она содержит такие строки: 

Или, зарезав тебя, вернет себе доброе имя

Женщина — именно так был ведь зарезан Левкон;
Оригинальный текст (лат.)Aut pia te caeso dicatur adultera, sicut

Qua cecidit Leucon vindice, dicta pia est.

 Уже во времена античности поэма была сложной для понимания, так Михаил Гаспаров называл её «самым тёмным произведением всей древнеримской поэзии». Для объяснения поэмы позже были написаны схолии, которые объясняли её содержание. Схолии пришли в различных вариантах, и их содержание отличается. Согласно одной из версий, Левкон убил своего брата Спартока, за то что последний спал с Алкафоей, женой Левкона. Затем Алкафоя убила мужа, отомстив за любовника. Согласно другой версии, Алкафоя была женой Спартока, а Левкон убил брата из-за любви к невестке. Когда же он захотел разделить постель с Алкафоей, она неожиданно его убила. Также схолиаст ссылается на стихотворение поэта Ариона «Левкон убил брата за жену, а жена — его, и оба были причиной смерти».

## Интерпретации исследователей
Левкона, упомянутого в поэме, обычно идентифицируют как боспорского правителя Левкона II, так как Левкон I умер своей смертью. Таким образом, события, описанные в поэме, произошли в первой половине III века до н. э. В среде историков преобладает трактовка, что Спарток IV был убит из-за того что спал с женой брата. Другую версию поддерживали только В. В. Струве и В. П. Яйленко. Причём Струве считал, что схолии относятся к неизвестном из других источников брату Спартока III по имени Левкон, который недолго правил и был убит супругой.
Владлен Анохин высказал гипотезу о египетском происхождения Алкафои. Предполагается, что она была дочерью египетского царя Птолемея II Филадельфа и его жены Арсинои II. Брак между египетской принцессой и старшим сыном Перисада II должен был скрепить союз между государством Лагидов и Боспором. Перисад II мог отступить от традиции жениться на родственницах из-за нехватки кандидаток. Его дед Эвмел уничтожил почти всех представителей династии Спартокидов. Примерно в 253—252 годах до н. э. царевна прибыла на Боспор на корабле «Исида», изображение которого сохранилось в Нимфейском святилище. С Алкафоей связывается появление на Боспоре большого количества колец с изображением её родителей. Якобы, она их раздавала, чтобы получить благосклонность местной аристократии. Согласно этой версии Алкафоя или не имела детей от Спартока IV, или они были убиты Левконом II. Поэтому после того как она отомстила за смерть мужа, Алкафоя осталась единственной представительницей правящего рода в Боспорском государстве. Она вышла замуж за Гигиенонта, который был избран архонтом Народным собранием Пантикапея. После смерти Алкафои в 205 до н. э. Гигиенонт отдал власть Спартоку V, представителю боковой ветви Спартокидов, правнуку Сатира II.
Исследователь Мельников, поддерживая мнение о египетском происхождении Алкафои, не соглашался с версией Анохина о событиях, которые произошли после смерти Левкона II. Он считал фразу поэмы о признании Алкафои благочестивой, указанием на то, что её судили после убийства Левкона II и признали невиновной. По мнению исследователя, факт суда отрицает, что Алкафоя могла получить власть. А её оправдание означает, что родственники Левкона II не могли оказывать влияние на суд. Скорее всего, тогда правил Гигиенонт — архонт-регент при Перисаде III, малолетнем сыне Левкона II. Беря во внимание египетские мотивы на статере Гигиенонта, исследователь предполагал, что будущий архонт мог приехать на Боспор в свите Алкафои.
Завойкин, отвергая версию о египетском происхождении Алкафои, относил её к Спартокидам и считал дочерью Перисада II. Таким образом она была сестрой Спартока IV и Левкона II.
Исследователь Игорь Суриков скептически относился к вышеупомянутым теориям. Он считал, что имя Алкафоя не имеет никакого отношения к Боспору. И что все попытки связать его со Спартокидами базируются на недостоверном апокрифе.

## Имя
Алкафоя — редкое древнегреческое имя. Из мифов известна дочь орхоменского правителя Миния по имени Алкифоя. Она вместе с сёстрами отказалась участвовать в мистериях Диониса, за что разъярённый бог превратил их в летучих мышей, по другой версии свёл с ума. С исторических времён, кроме Боспорской Алкафои, известна только одна носительница этого имени — Алкафоя Спартанская. Она была женой регента Клеомброта и матерью полководца Павсания.

## Епиклеса
Исследователь Михаил Ростовцев, анализируя текст поэмы Овидия, высказывал мнение, что Алкафоя имела епиклесу Эвсебия (др.-греч. Εὐσεϐής Благочестивая). Хотя он и отмечал, что такой эпитет мало подходит к поступкам Алкафои. Марина Скржинская считала, что Алкафоя получила епиклесу за ревностное почитание богов.